# Športni Park Lendava
Športni Park Lendava – stadion piłkarski w mieście Lendava, w Słowenii. Na obiekcie swoje spotkania rozgrywa drużyna NK Nafta. Stadion wybudowano w 1946 roku, w roku 2006 przeszedł gruntowną rozbudowę. Obecnie może pomieścić 3000 widzów, z czego 2000 miejsc jest siedzących. W 2012 roku obiekt był jedną z aren piłkarskich Mistrzostw Europy do lat 17.